# Équipe du Danemark de football
Cet article traite de l'équipe masculine. Pour l'équipe féminine, voir Équipe du Danemark féminine de football.
Maillots
L'équipe du Danemark de football est constituée par une sélection des meilleurs joueurs danois sous l'égide de la Fédération du Danemark de football. Elle compte un titre majeur à son palmarès remporté de façon surprenante à l'Euro 1992, lors d'une compétition continentale où elle ne s'était pas qualifiée, récupérant une place à la suite du forfait de la Yougoslavie avant d'écarter durant le tournoi les trois derniers champions d'Europe, la France, les Pays-Bas et l'Allemagne, battue 2-0 en finale.

## Histoire

### Les débuts du Danemark
La Fédération du Danemark de football est fondée en 1889. Lors des Jeux olympiques d'Athènes en 1896, le Danemark remporte le tournoi officieux disputé en parallèle au tournoi olympique proprement dit, ainsi que dix ans plus tard, les Petites Olympiades d'Athènes en 1906 (tournoi grec de la célébration officieuse des 10 premières années de l'olympie). Elle est membre fondateur de la FIFA en 1904. Les deux premiers matchs officiels des Danois sont restés dans l’histoire car le premier à Londres le 19 octobre 1908, dans le cadre des JO de Londres, le Danemark humilie la France sur le score de 9 buts à 0. Trois jours plus tard, la même rencontre a lieu à Londres et voit la France se faire atomiser par un score sans appel de 17-1, ce qui constitue la plus large victoire de l’équipe du Danemark de football et la plus large défaite de l'équipe de France. Le Danemark a remporté trois médailles d'argent aux Jeux olympiques de Londres en 1908, à ceux de Stockholm en 1912, et ceux de Rome en 1960, une médaille de bronze aux Jeux de Londres en 1948. Le 17 mai 1937 à Breslau (actuelle Wrocław en Pologne), l’Allemagne inflige une large défaite au Danemark sur le score de 8 buts à 0. La Fédération du Danemark est membre de l'UEFA depuis sa création en  1954. Elle n’a participé à aucune Coupe du monde jusqu’en 1986.

### De l’Euro 1964 (la première expérience au niveau mondial) jusqu’en 1984
La première expérience du Danemark fut le Championnat d’Europe 1964, en Espagne. Durant le tour préliminaire, il bat Malte (6-1 ; 3-1), puis l’Albanie (4-0 ; 0-1) et bat difficilement le Luxembourg (2-2 ; 3-3 ; 1-0), puis en demi, il s’incline au Camp Nou contre l’URSS sur le score de 3-0. Pour le match pour la troisième place, l’équipe du Danemark échoue contre la Hongrie malgré le but de Carl Bertelsen sur le score de 3-1 ap. Le long passage à vide (1964-1984) voit le Danemark ne participer à aucune compétition durant cette période.

### De 1984 à 1992
À l'Euro 1984 en France, l’équipe du Danemark fait enfin parler d'elle avec des joueurs comme Preben Elkjær Larsen, Morten Olsen, Sören Lerby et le tout jeune Michael Laudrup, en terminant deuxième de son groupe avec une défaite contre la France (0-1), deux victoires contre la Yougoslavie (5-0, buts de Klaus Berggreen, doublé de Frank Arnesen, buts de John Lauridsen et de Preben Elkjær Larsen) et sur la Belgique (3-2, buts de Kenneth Brylle Larsen, de Frank Arnesen et de Preben Elkjær Larsen) en atteignant les demi-finales où elle est éliminée par l'Espagne aux tirs au but malgré le but de Søren Lerby.
Confirmant la prestation de l'Euro 1984 à la coupe du monde 1986 au Mexique, le Danemark termine premier de son groupe avec trois victoires contre l’Écosse (1-0, but de Preben Elkjær Larsen), l’Uruguay (6-1, buts de Michael Laudrup, de Søren Lerby, de Jesper Olsen et un coup du chapeau de Preben Elkjær Larsen) et la RFA (2-0, buts de Jesper Olsen et de John Eriksen). Au deuxième tour de la compétition, il est battu par l'Espagne sur le score de 5-1 malgré l’ouverture du score de Jesper Olsen. À l’Euro 1988, il repart avec trois défaites. Il ne se qualifia pas pour la Coupe du monde 1990.

### L’Euro 1992: la surprise danoise
Lors des éliminatoires de l'Euro 1992, le Danemark tombe dans le groupe 4, composé de l’Autriche, de l’Irlande du Nord, des Îles Féroé et de la Yougoslavie. Il termine deuxième du groupe, derrière la Yougoslavie avec 13 points (six victoires, un match nul et une défaite, 18 buts marqués pour 7 buts encaissés). La Yougoslavie se qualifie donc pour l’Euro 1992. Mais une chose imprévue arrive : la Yougoslavie est en pleine guerre (Guerre de Yougoslavie) et est exclue des compétitions européennes du fait des sanctions de l’ONU. Ayant terminé seconds de leur poule de qualification derrière la Yougoslavie, les Danois s'apprêtaient à regarder la phase finale disputée en Suède devant leur poste de télévision. Mais l’équipe du Danemark fut donc repêchée in extremis. Elle tombe dans le groupe A, composé de la France, de l’Angleterre et du pays organisateur, la Suède. À noter l'absence chez les Danois du plus célèbre d'entre eux : fâché avec son sélectionneur Richard Møller Nielsen, Michael Laudrup avait en effet décliné la sélection. Jouant de manière totalement décomplexée, bénéficiant également d'une certaine dose de réussite, les Danois remportent l'Euro après avoir fait au premier tour un match nul contre l’Angleterre (0-0), puis perdu contre la Suède (0-1) et battu la France sur le score de 2-1 (buts de Henrik Larsen et de Lars Elstrup). Ils terminèrent deuxièmes et durent affronter les Pays-Bas, tenants du titre en demi-finale. Grâce au doublé de Henrik Larsen, le match se solde par un score de 2-2 ap et doit aller aux tirs au but, qui voit s’imposer le Danemark grâce au tir manqué de Marco van Basten arrêté par Peter Schmeichel.
En finale, les Danois, qui sont la surprise de la compétition, affrontent la redoutable Allemagne, championne du monde en titre. À la 18e minute, John Jensen ouvre la marque, puis à la 78e minute, Kim Vilfort aggrave le score et permet au Danemark de gagner le seul titre qui figure actuellement à leur palmarès.
Les Danois emmenés par l'entraîneur Richard Møller Nielsen, le gardien Peter Schmeichel et l'attaquant Brian Laudrup ramènent le trophée à Copenhague. Cela leur permet de se qualifier pour la Coupe des confédérations 1995, en Arabie saoudite.
À cet Euro 1992, le Danemark a ainsi éliminé les trois grands favoris de la compétition (Allemagne, France et Pays-Bas) qui en étaient également les trois derniers vainqueurs.

### Le Danemark de 1992 à 2000
De 1992 à 2000, l’équipe du Danemark a participé à deux championnats d’Europe des nations et à une Coupe du monde, celle de 1998.
Elle ne participa pas à la Coupe du monde 1994. Ayant terminé, dans son groupe de qualification, troisième à égalité avec le deuxième, l’Irlande, le nombre de buts marqués fut défavorable aux Danois.
La Coupe des confédérations 1995 voit le Danemark gagner le tournoi. Il bat l’Arabie saoudite 2-0 (buts de Brian Laudrup et de Morten Wieghorst), puis fait 1-1 (but de Peter Rasmussen) contre le Mexique. Étant donné que le Mexique et le Danemark étaient à égalité parfaite, ils ont dû aller aux tirs au but. C'est le Danemark qui gagne 4-2, termine premier du groupe et accède à la finale, contre l’Argentine. Grâce à Michael Laudrup et à Peter Rasmussen, le Danemark remporte la Coupe des confédérations.
Le Danemark participa à l’Euro 1996 pour défendre son titre. Il fait match nul contre le Portugal (1-1, but de Brian Laudrup), s’incline contre la Croatie (0-3) et bat la Turquie (3-0, doublé de Brian Laudrup et but d'Allan Nielsen). Cela n’est pas suffisant pour se qualifier pour les quarts.
À la Coupe du monde 1998, les Danois battent les Saoudiens (1-0, but de Marc Rieper), puis font match nul contre l’Afrique du Sud (1-1, but de Allan Nielsen) et perdent contre la France (1-2) malgré le penalty de Michael Laudrup. Ils terminent deuxièmes, affrontent en huitièmes le Nigeria et s’imposent 4-1 grâce à des buts de Peter Møller, de Brian Laudrup, de Ebbe Sand et de Thomas Helveg. Mais en quarts, le Brésil inflige une défaite honorable au Danemark au stade de la Beaujoire à Nantes sur le score de 3-2 (buts de Martin Jørgensen et de Brian Laudrup). Cela constitue la meilleure performance du Danemark en Coupe du monde.
À l'Euro 2000, le Danemark ne confirma pas sa performance de 1998, avec trois défaites contre la France (0-3), les Pays-Bas (0-3), et la République tchèque (0-2) sans avoir marqué un seul but.

### Le Danemark depuis 2000
Après un Euro 2000 très décevant, le Danemark réussit à se qualifier pour la Coupe du monde 2002, en terminant premier de son groupe composé de la République tchèque, de la Bulgarie, de l’Islande, de l’Irlande du Nord et de Malte.
Dans le groupe A, il bat l’Uruguay sur le score de 2-1 (doublé de Jon Dahl Tomasson), puis fait match nul contre le Sénégal (1-1, but de Jon Dahl Tomasson) et bat la France (2-0, but de Jon Dahl Tomasson et de Dennis Rommedahl).
À la suite de l'Euro 1984, de l'Euro 1992, de la coupe du monde 1998 et de l'Euro 2000, on peut remarquer que lorsque le Danemark et la France s'affrontent lors des matchs de poules du premier tour, le vainqueur du match finit par remporter le tournoi. Cette tradition ne fut cependant pas respectée lors de la coupe du monde 2002 puisque les Danois furent éliminés en 1/8 de finale par l'Angleterre, sur le score de 3 buts à 0. Jon Dahl Tomasson est le meilleur buteur danois avec 4 buts, à égalité avec Preben Elkjær Larsen.
À l’Euro 2004, l’équipe du Danemark a réussi à se qualifier pour les quarts en faisant match nul contre l’Italie (0-0), battant la Bulgarie (2-0, but de Jon Dahl Tomasson et de Jesper Grønkjær) et faisant match nul contre la Suède (2-2, doublé de Jon Dahl Tomasson). La différence de buts favorise la Suède et le Danemark et élimine l’Italie. Mais en quarts la République tchèque ruine les espoirs d’un deuxième titre européen pour le Danemark sur le score de 3-0.
Troisièmes de leur groupe de qualification, derrière l’Ukraine et la Turquie, le Danemark ne se qualifie pas pour la Coupe du monde 2006.
Quatrièmes de leur groupe de qualification derrière l’Espagne, la Suède et l’Irlande du Nord, les Danois ne participent pas non plus à l’Euro 2008.
Il n'en est pas de même pour la Coupe du monde 2010. Premiers de leur groupe de qualification devant le Portugal et leur rival suédois qu'ils ont battu deux fois sur le score de 1-0, ils se qualifient directement pour la compétition où ils figurent dans le groupe E en compagnie des Pays-Bas, du Japon et du Cameroun. Malheureusement pour eux, cette quatrième Coupe du monde est assez désastreuse, avec une seule victoire contre le Cameroun, et deux défaites contre les Pays-Bas, et surtout contre un surprenant Japon au meilleur de sa forme. C'est la première fois que le Danemark échoue en phase de poules d'un Mondial.
Le Danemark réussit à finir leader de son groupe en éliminatoires pour l'Euro 2012 devant le Portugal. Il fera un Euro 2012 exemplaire en battant les Pays-Bas (1-0), en remontant deux buts avant de s'incliner en fin de match face au Portugal (2-3) et en s'inclinant légèrement face à l'Allemagne (1-2).
Il ne se qualifie pas pour la Coupe du monde 2014, puisqu'il a terminé comme moins bon deuxième de groupe lors des éliminatoires; ni pour l'Euro 2016, éliminé en barrages par la Suède (défaite 1-2 à l'extérieur à l'aller, match nul 2-2 à domicile au retour).
Mais le Danemark fera meilleure impression lors des éliminatoires pour la Coupe du Monde 2018, au cours desquels il termine deuxième de son groupe, derrière la Pologne qu'il a battu sèchement à domicile durant les rencontres de poule (4-0). Il fait cette fois partie des huit meilleurs deuxièmes et dispute un barrage face à l'Irlande. Le Danemark est tenu en échec à domicile lors du match aller (0-0) mais il domine largement son adversaire lors du match retour à Dublin (5-1) et se qualifie pour la Coupe du monde 2018, les Danois disputeront donc la cinquième phase finale d'un Mondial de leur histoire. Le Danemark a hérité de la France, le Pérou et l'Australie en phase de groupe. Les Danois terminent à la deuxième place du groupe derrière la France puis s'incline en 8e de finale face à la Croatie après une séance de tirs au but.
Juste après cette Coupe du monde, des tensions apparaissent entre les joueurs et la Fédération danoise de football concernant le nouveau contrat de sponsoring. La fédération souhaitant imposer ses conditions aux joueurs qui n'auraient ainsi pas le droit d’afficher leur propre sponsor sur leurs chaussures. Les internationaux partent alors en bras de fer avec la fédération et décident de boycotter le match amical face à la Slovaquie le 5 septembre 2018 puis le premier match de la Ligue des nations face au Pays de Galles. Pour éviter un forfait entraînant une forte amende et une possible suspension de sa sélection, la fédération a donc été dans l’obligation de faire appel à des joueurs amateurs évoluant principalement en troisième division et à des joueurs de futsal. Cette sélection d'amateurs s'incline 3-0 en Slovaquie. Finalement, les joueurs professionnels décident de revenir en sélection pour le match de Ligue des nations et ils s'imposent 2-0 face au Pays de Galles. Le Danemark terminera en tête de son groupe 4 de Ligue des nations, à la faveur d'un autre succès à l'extérieur contre les Gallois (2-1) et deux matchs nuls et vierge contre l'Irlande, synonyme de promotion en Ligue A pour l'édition 2020-2021.
Lors des éliminatoires pour l'Euro 2020, le Danemark se qualifie pour la phase finale de la compétition en terminant deuxième du groupe D derrière la Suisse sans perdre de match et en prenant 4 points sur 6 contre cette dernière (3-3 à l'extérieur à l'aller, victoire 1-0 à domicile au retour) mais est devancée par les Helvètes du fait de points perdus à l'extérieur contre la Géorgie (0-0) et face à l'Irlande contre qui elle concède le nul 1-1 à l'aller comme au retour. Les Scandinaves se trouveront dans le groupe B en compagnie de la Belgique, la Russie et la Finlande et auront l'avantage de disputer leurs trois rencontres à domicile, Copenhague et Saint-Pétersbourg étant les villes hôtes de cette poule. Enfin, les Danois terminent deuxième du groupe 2 de Ligue des nations derrière la Belgique contre laquelle ils concèdent deux revers (0-2 à domicile à l'aller, 2-4 à l'extérieur au retour) mais devant l'Angleterre (0-0 à domicile à l'aller, victoire 1-0 à l'extérieur au retour) et l'Islande (succès 3-0 à l'extérieur à l'aller et 2-1 à domicile au retour), assurant leur maintien en Ligue A à défaut de se qualifier pour le Final 4.
Lors de l'Euro 2021, le Danemark est battu d'entrée contre la Finlande (0-1), pour qui il s'agissait de sa toute première participation à une grande compétition internationale, sur un but de Joel Pohjanpalo à l'heure de jeu tandis que le penalty de Pierre-Emile Højbjerg a été stoppé par le gardien finlandais Lukáš Hrádecký près d'un quart d'heure après l'ouverture du score adverse ; dans une rencontre marquée par le malaise cardiaque de Christian Eriksen à la 42e minute de jeu ayant entraîné la suspension de la rencontre pendant plus de deux heures. Lors de la journée suivante, le Danemark affiche un jeu collectif séduisant face à la Belgique, symbolisé par l'ouverture du score précoce de Yussuf Poulsen à la deuxième minute de jeu. Cependant les Dynamites danoises ne parviennent pas à concrétiser leur opportunités suivantes en première période et paient leur manque de réalisme offensif en deuxième mi-temps ; puisque Kevin De Bruyne, entré en début de seconde période, fait basculer la rencontre en étant passeur décisif sur l'égalisation belge puis buteur un quart d'heure après cette égalisation (1-2). Dos au mur avant la dernière journée, le Danemark réalise une prestation aboutie et écrase la Russie (4-1), ce qui lui permet de terminer deuxième du groupe avec le même nombre de points que les Finlandais et les Russes mais une différence de buts particulière supérieure. En outre, les coéquipiers de Simon Kjær deviennent la première équipe à parvenir à se qualifier pour la phase à élimination directe d'un Championnat d'Europe malgré deux défaites inaugurales. Opposé en 1/8e de finale au Pays de Galles, le Danemark l'emporte largement (4-0) et défie la Tchéquie pour une place dans le dernier carré de la compétition. Il remporte ce duel d'outsiders (2-1), bien que l'ouverture du score danoise au bout de cinq minutes de jeu découle d'une erreur d'arbitrage due à un corner inexistant,. Son épopée s'arrête en demi-finale face à l'Angleterre (défaite 1-2 en prolongations) malgré l'ouverture du score de Mikkel Damsgaard sur un sublime coup franc à la demi-heure de jeu ; au cours d'une rencontre marquée par une nouvelle polémique liée à l'arbitrage, cette fois-ci avec un penalty généreux, accordé à l'Angleterre à la 102e minute alors que le score était de 1 partout, sentence convertie par Harry Kane en deux temps après un arrêt initial du portier danois Kasper Schmeichel. Malgré la déception de l'élimination aux portes de la finale, le parcours et le jeu affiché par la sélection scandinave a été largement salué par la presse sportive, notamment pour l'état d'esprit de résilience de l'équipe qui a su surmonter le contexte difficile du malaise cardiaque d'Eriksen lors du premier match de poule ainsi qu'un jeu collectif et offensif de grande qualité.
Le Danemark survole ensuite son groupe de qualification pour la Coupe du monde 2022, en terminant leader avec un bilan presque parfait de 9 victoires et une seule défaite en 10 rencontres ; ce revers est survenu lors de la dernière journée en Écosse (0-2) alors que les Dynamites danoises, déjà assurées de la qualification avant le coup d'envoi, avaient aligné une équipe majoritairement remaniée. Les coéquipiers de Simon Kjær participent ainsi à leur sixième Coupe du monde de l'histoire. Toutefois la Coupe du monde 2022 est un échec sur le plan comptable pour le Danemark, qui était attendu comme un outsider potentiel du fait de sa performance lors du dernier Championnat d'Europe et qui a au contraire été l'une des principales déceptions de la compétition. En effet, les coéquipiers d'Eriksen sont éliminés dès le premier tour alors qu'ils avaient hérité d'un groupe abordable avec comme adversaires la France (que les Danois avaient battu à deux reprises lors de la dernière Ligue des nations), la Tunisie et l'Australie (qualifiée de justesse au Mondial) ; finissant dernier de leur groupe avec un match nul contre la Tunisie (0-0) pour 2 défaites contre les Bleus (1-2) et les Soocceroos lors de l'ultime rencontre décisive (0-1).
Les éliminatoires de l'Euro 2024 sont également difficiles pour le Danemark, tête de série au tirage au sort mais qui est bousculé lors de la plupart de ses rencontres avec notamment à la clé une défaite humiliante au Kazakhstan (2-3 après avoir mené 2-0). Les Dynamites danoises assurent néanmoins l'essentiel en terminant premiers de leur groupe avec 7 victoires, un nul et 2 défaites et disputeront une dixième phase finale continentale.
Lors de l'UEFA Euro 2024, le Danemark s'est qualifié en tant que deuxième de son groupe, mais a été éliminé par l'Allemagne en huitième de finale. Après le tournoi, Hjulmand a démissionné le 19 juillet 2024, et son assistant Morten Wieghorst a été nommé nouveau manager avec un contrat à court terme jusqu'à la fin de 2024.

## Composition

### Joueurs

#### Joueurs emblématiques
| Années 1900-1920 : - Oskar Nielsen 1906-1916 - Charles Buchwald 1906-1912 - Harald Bohr 1908-1910 - Vilhelm Wolfhagen 1908-1917 - Sophus « Krølben » Nielsen 1908-1919 - Nils Middelboe 1908-1920 - Poul « Tist » Nielsen 1910-1925 - Paul Berth 1911-1922 - Michael Rohde 1915-1931 - Pauli Jørgensen 1925-1939 - Svend Jensen 1927-1939 Années 1930-1940 : - Arne Sørensen 1937-1946 - Karl Aage Hansen 1943-1948 - Knud Lundberg 1943-1956 - Carl Aage Præst 1945-1949 - Axel Pilmark 1947-1950 | Années 1950-1960 : - Bent Hansen 1958-1965 - Henning Enoksen 1958-1966 - Ole Madsen 1958-1969 - Harald Nielsen 1959-1960 - Johnny Hansen 1965-1978 - Henning Munk Jensen 1966-1978 Années 1970 : - Per Røntved 1970-1982 - Morten Olsen 1970-1989 - Henning Jensen 1972-1980 - Allan Simonsen 1972-1986 - Jens Jørn Bertelsen 1976-1987 - Frank Arnesen 1977-1987 - Preben Elkjær 1977-1988 - Søren Lerby 1978-1989 | Années 1980 : - Ivan Nielsen 1980-1989 - John Sivebæk 1982-1992 - Michael Laudrup 1982-1998 - Kim Vilfort 1983-1996 - Henrik Andersen 1985-1994 - Lars Olsen 1986-1996 - Flemming Povlsen 1987-1994 - John Jensen 1987-1995 - Brian Laudrup 1987-1998 - Peter Schmeichel 1987-2001 - Jan Heintze 1987-2002 Années 1990-2000 : - Stig Tøfting 1993-2002 - Thomas Helveg 1994-2007 - Jon Dahl Tomasson 1997-2010 - Ebbe Sand 1998-2004 - René Henriksen 1998-2004 - Thomas Gravesen 1998-2006 | Années 2010 : - Christian Eriksen 2010- - Simon Kjær 2009-2024 - Kasper Schmeichel 2013- |

#### Joueurs records
| Rang | Sélections | Joueur            | Carrière  | Buts |
| ---- | ---------- | ----------------- | --------- | ---- |
| 1    | 144        | Christian Eriksen | 2010-     | 46   |
| 2    | 132        | Simon Kjær        | 2009-2024 | 5    |
| 3    | 129        | Peter Schmeichel  | 1987-2001 | 1    |
| 4    | 126        | Dennis Rommedahl  | 2000-2013 | 21   |
| 5    | 112        | Jon Dahl Tomasson | 1997-2010 | 52   |
| 6    | 108        | Thomas Helveg     | 1994-2007 | 2    |
| 7    | 104        | Michael Laudrup   | 1982-1998 | 37   |
| 7    | 104        | Kasper Schmeichel | 2010-     | 0    |
| 9    | 102        | Martin Jørgensen  | 1998-2011 | 12   |
| 9    | 102        | Morten Olsen      | 1970-1989 | 4    |

| Rang | Buts | Joueur            | Carrière  | Sélections | Ratio |
| ---- | ---- | ----------------- | --------- | ---------- | ----- |
| 1    | 52   | Poul Nielsen      | 1910-1925 | 38         | 1,37  |
| 1    | 52   | Jon Dahl Tomasson | 1997-2010 | 112        | 0,46  |
| 3    | 46   | Christian Eriksen | 2010-     | 144        | 0,31  |
| 4    | 44   | Pauli Jørgensen   | 1925-1939 | 47         | 0,94  |
| 5    | 42   | Ole Madsen        | 1958-1969 | 50         | 0,84  |
| 6    | 38   | Preben Elkjær     | 1977-1988 | 69         | 0,55  |
| 7    | 37   | Michael Laudrup   | 1982-1998 | 104        | 0,36  |
| 8    | 30   | Nicklas Bendtner  | 2006-2018 | 81         | 0,37  |
| 9    | 29   | Henning Enoksen   | 1958-1966 | 54         | 0,54  |
| 10   | 22   | Ebbe Sand         | 1998-2004 | 66         | 0,33  |

### Sélectionneurs
Avant 1956, c'est un comité de la fédération danoise qui sélectionne les joueurs.
Mis à jour le 11 juin 2025.
| Sélectionneur              | Période                         | Matchs | Gagnés | Nuls | Perdus | Gagnés % |
| -------------------------- | ------------------------------- | ------ | ------ | ---- | ------ | -------- |
| Charlie Williams           | 1908-1910                       | 4      | 3      | 0    | 1      | 75       |
| DBU                        | 1911-1912                       | 5      | 3      | 0    | 2      | 60       |
| Axel Andersen Byrval       | 1913-1915                       | 7      | 7      | 0    | 0      | 100      |
| DBU                        | 1916                            | 4      | 3      | 0    | 1      | 75       |
| Axel Andersen Byrval       | 1917-1918                       | 8      | 6      | 1    | 1      | 75       |
| DBU                        | 1918-1920                       | 6      | 2      | 1    | 3      | 33,33    |
| John Carr                  | 1920                            | 1      | 0      | 0    | 1      | 0        |
| DBU                        | 1920-1938                       | 77     | 35     | 13   | 29     | 45,4     |
| Ted Maghner                | 1939                            | 2      | 2      | 0    | 0      | 100      |
| DBU                        | 1939                            | 0      | 2      | 0    | 2      | 50       |
| Sophus Nielsen             | 1940                            | 2      | 0      | 2    | 0      | 0        |
| DBU                        | 1940-1945                       | 12     | 4      | 2    | 6      | 33,33    |
| J.D. Butler                | 1946                            | 2      | 1      | 0    | 1      | 50       |
| DBU                        | 1946-1947                       | 10     | 6      | 2    | 2      | 60       |
| Axel Bjerregaard Ove Bøje  | 1948                            | 3      | 2      | 0    | 1      | 66,67    |
| Reg Mountford              | 1948                            | 4      | 3      | 0    | 1      | 75       |
| DBU                        | 1948-1952                       | 21     | 7      | 2    | 12     | 33,33    |
| Axel Bjerregaard           | 1952                            | 3      | 2      | 0    | 1      | 66,67    |
| DBU                        | 1952-1956                       | 24     | 8      | 5    | 11     | 33,33    |
| Alf Young                  | 1956                            | 1      | 0      | 0    | 1      | 0        |
| Lajos Szendrődi            | 1956                            | 1      | 0      | 1    | 0      | 0        |
| Arne Sørensen              | 1956-1961                       | 41     | 20     | 8    | 13     | 48,8     |
| Poul Petersen              | 1962-1966                       | 47     | 17     | 8    | 22     | 36,2     |
| DBU                        | 1967-1969                       | 28     | 13     | 4    | 11     | 46,4     |
| Rudi Strittich             | 1970-1975                       | 61     | 20     | 11   | 30     | 32,8     |
| Kurt "Nikkelaj" Nielsen    | 1976-1979                       | 31     | 13     | 6    | 12     | 41,9     |
| Sepp Piontek               | 1979-1987                       | 88     | 41     | 16   | 31     | 46,6     |
| Richard Møller Nielsen     | 1987-1988                       | 8      | 6      | 1    | 1      | 75       |
| Sepp Piontek               | 1988-1990                       | 27     | 11     | 8    | 8      | 40,7     |
| Richard Møller Nielsen     | 1990-1996                       | 65     | 34     | 17   | 14     | 52,3     |
| Bo Johansson               | 1996-2000                       | 40     | 17     | 9    | 14     | 42,5     |
| Morten Olsen               | 2000-novembre 2015              | 166    | 80     | 42   | 44     | 48,19    |
| Åge Hareide                | décembre 2015-31 juillet 2020   | 42     | 21     | 18   | 3      | 50       |
| John Jensen (intérim)      | 5 septembre 2018                | 1      | 0      | 0    | 1      | 0        |
| Kasper Hjulmand            | 1er août 2020 - 19 juillet 2024 | 55     | 33     | 8    | 14     | 60       |
| Morten Wieghorst (intérim) | 19 juillet 2024-26 août 2024    | 0      | 0      | 0    | 0      | 0        |
| Lars Knudsen (intérim)     | 26 août 2024-24 octobre 2024    | 4      | 2      | 1    | 1      | 50       |
| Brian Riemer               | 24 octobre 2024-                | 6      | 3      | 1    | 2      | 50       |

## Infrastructures
| \| Copenhague Brøndby Aarhus Aalborg Odense Esbjerg Herning Horsens Vejle \| Les villes d'accueil de la sélection danoise. |
| Copenhague Brøndby Aarhus Aalborg Odense Esbjerg Herning Horsens Vejle                                                     |

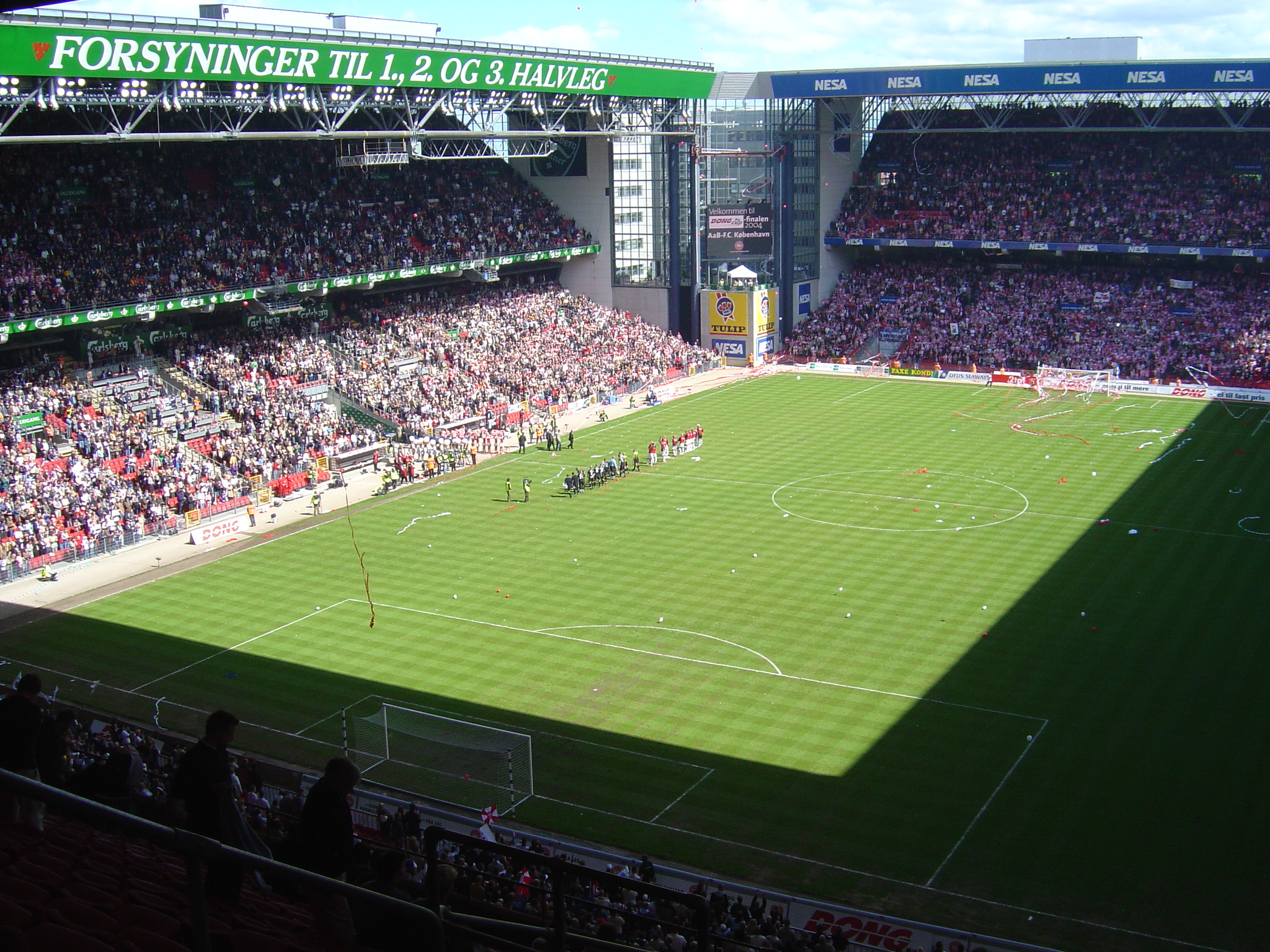
Le Parken Stadium

L'équipe nationale du Danemark de football dispute son premier match à domicile de le 25 mai 1910, lors d'une victoire en amicale 2-1 contre l'Angleterre devant 5 à 7 000 spectateurs au stade "KBs baner", il s'agit du seul match de l'histoire du Danemark disputé sur ce terrain. Comme les installations étaient considérées comme trop petites, un nouveau stade à Copenhague a été construit : le Idrætsparken est inauguré le 25 mai 1911, pour accueillir tous les matchs à domicile du club de football KB ainsi que la majorité des matchs à domicile de l'équipe nationale. Au cours des 82 premières années de l'équipe nationale, d'octobre 1908 à novembre 1990, le Danemark a joué un total de 254 matches à domicile, dont 232 ont été disputés à Idrætsparken. Parmi tous les matches joués à domicile à Idrætsparken, le Danemark a réalisé 125 victoires (54 %), 41 nuls (18 %) et 66 défaites (28 %). Le stade a atteint un record de 51 600 spectateurs pour le match 1-2 contre la Suède en juin 1957.
Seul le stade Idrætsparken a été utilisé pour accueillir les matches des grands tournois , comme les qualifications des Championnats d'Europe de l'UEFA, les qualifications des Coupe du Monde de la FIFA ou encore le championnat nordique. De 1908 à 1990, seulement 22 matches à domicile ont été joués dans d'autres stades que Idrætsparken, dont 11 à NRGi Park (alors connu sous le nom Atletion) à Århus, suivi par Aalborg Stadion à Aalborg avec six matches, et les cinq matches restants accueillis par quatre autres stades. Lorsque le stade d'Idrætsparken a été démoli en décembre 1990 pour permettre la construction du Parken Stadium, les deux matches de qualification pour l'Euro 1992 disputés à domicile pendant les travaux ont été déplacés au Odense Stadium à Odense.
Le 9 septembre 1992, le nouveau Parken Stadium, ultérieurement rebaptisé Telia Parken est inauguré par un match amical disputé contre l'Allemagne, match au cours duquel le Danemark s'incline 2 buts à 1, ce stade reconstruit sur les ruines du Idrætsparken devint le plus grand site du Danemark avec une capacité de 42 358 spectateurs. Ce premier match au Parken Stadium s'est joué devant 40 500 spectateurs , alors que le record actuel de 42 099 spectateurs a été établi le 8 octobre 2005 pour un match de qualification à la Coupe du monde contre la Grèce.
La capacité du stade a ensuite été réduite à 38 009 sièges, la partie supérieure du côté D de 4 000 sièges supplémentaires a été convertie en bureaux et en zone VIP en juin 2009. Malgré cette baisse de capacité, le stade est de loin le plus grand site du Danemark, le deuxième plus grand stade, Brøndby Stadion, avec une capacité de 26 000 places. De septembre 1992 à mai 2006, le Parken Stadium a accueilli tous les matches de l'équipe nationale masculine senior. Cependant, le maigre soutien des spectateurs à certains matches amicaux au Parken Stadium, qui a attiré entre 2000 et 2005 une moyenne de 23.862 par match  a incité le DBU va commencer à accueillir de nombreux matches amicaux dans d'autres stades du Danemark, l'équipe nationale a enregistré sa plus faible affluence au Parken Stadium lors d'une victoire en amical de 3-1 sur Israël en avril 2002 devant seulement 9 598 supporters,,. Ces autres stades sont d'une capacité inférieur au Parken, mais suffisent pour couvrir l'intérêt des Danois pour les matches amicaux.
Le 27 mai 2006, après 13 ans consécutifs passés au Parken, l'équipe nationale dispute un match dans un autre stade au Danemark, ce match match amical est disputé au stade NRGi Park à Århus contre le Paraguay. Les billets pour ce match ont été vendus rapidement, avec près de 19 000 des 20 227 billets vendus au cours de la première heure de vente , pour une affluence finale de 20 047 spectateurs,,. Les deux matches amicaux suivants ont également été disputés dans d'autres stades que le Parken, le 16 août 2006 au parc Fionia à Odense contre la Pologne et le 1er septembre 2006 au Brøndby Stadion contre le Portugal, mais l'engouement des spectateurs n'a pas été au rendez-vous. Le match contre la Pologne n'a attiré que 11 088 spectateurs, et seulement 13 186 spectateurs contre le Portugal,, cette faible est vu comme un échec au vu de la qualité de l'adversaire. Parmi les raisons pouvant expliquer cette faible affluence, les conditions météo ainsi que la faible distance par rapport au Parken fait que la population intéressée par la rencontre est sensiblement la même.
Actuellement, le Parken est toujours utilisé pour les rencontres officiels, de nombreux matchs amicaux sont disputés dans d'autres stades au Danemark mais certains matchs amicaux plus prestigieux restent néanmoins disputés au Parken. Depuis son inauguration il y a 16 ans, 97 rencontres ont été disputées au Parken pour un bilan de 57 victoires, 23 matchs nuls et 17 défaites.

Les stades secondaires utilisés par la sélection danoise
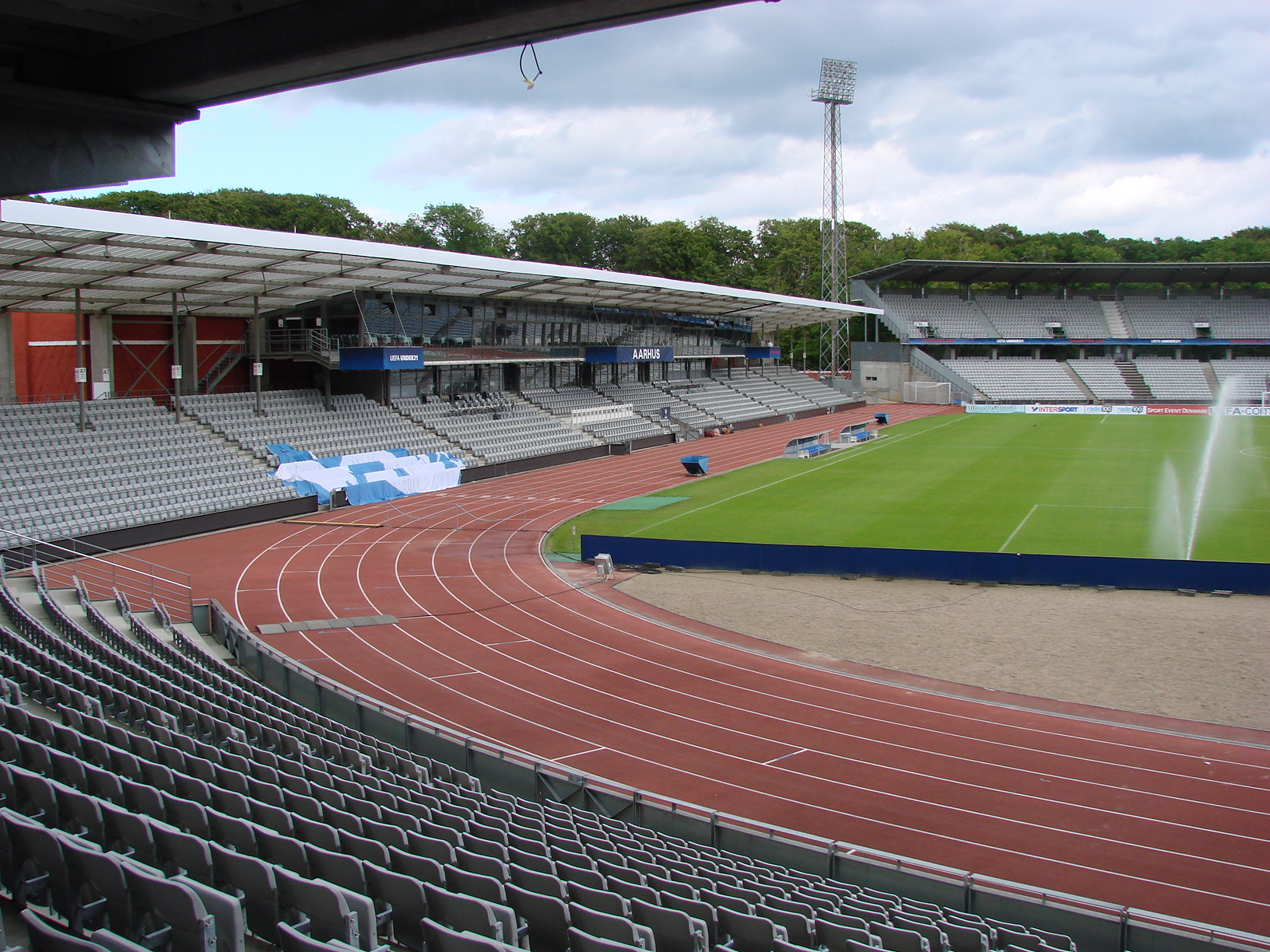
Le Ceres Park stadium
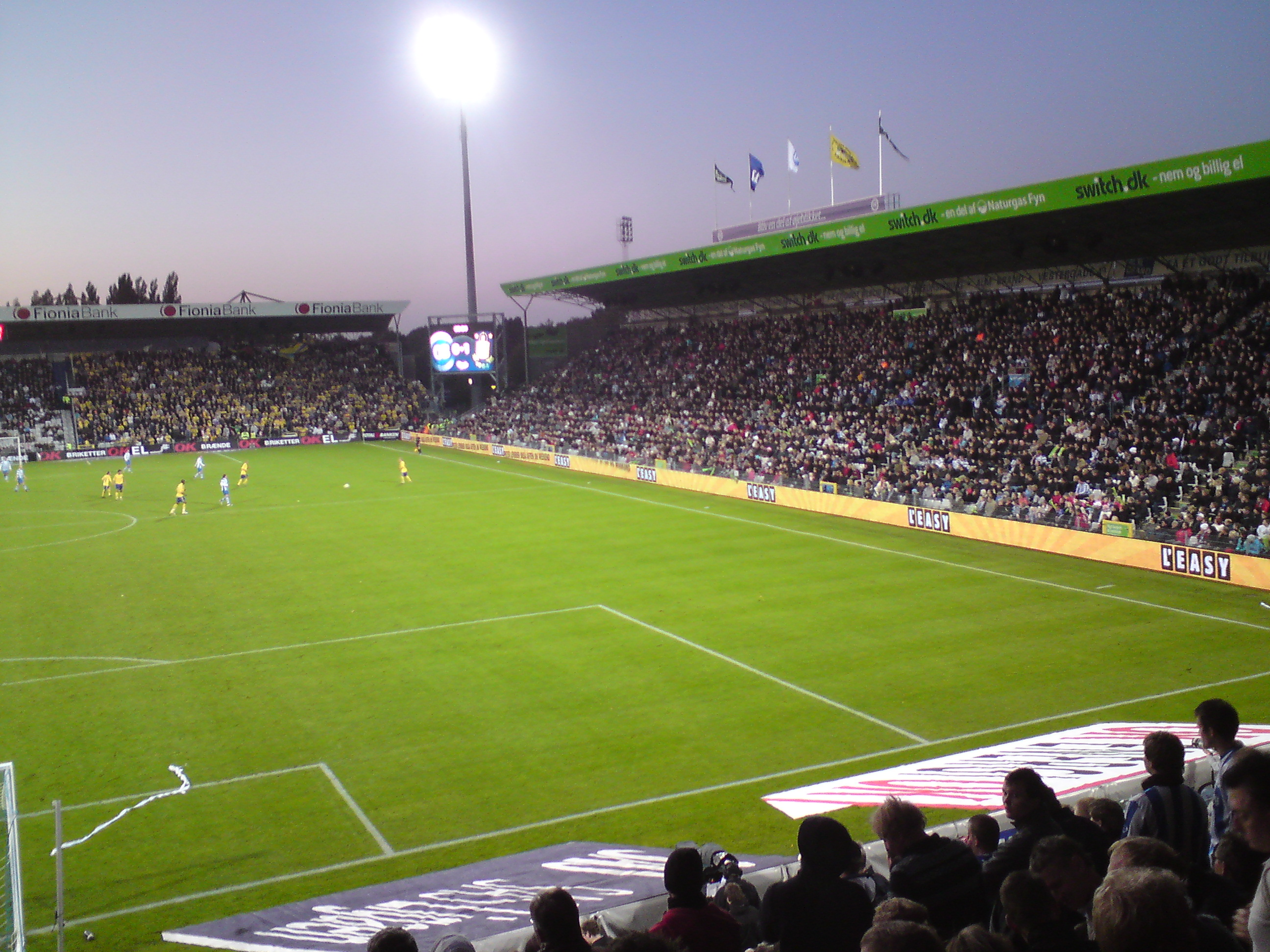
Le Odense stadium
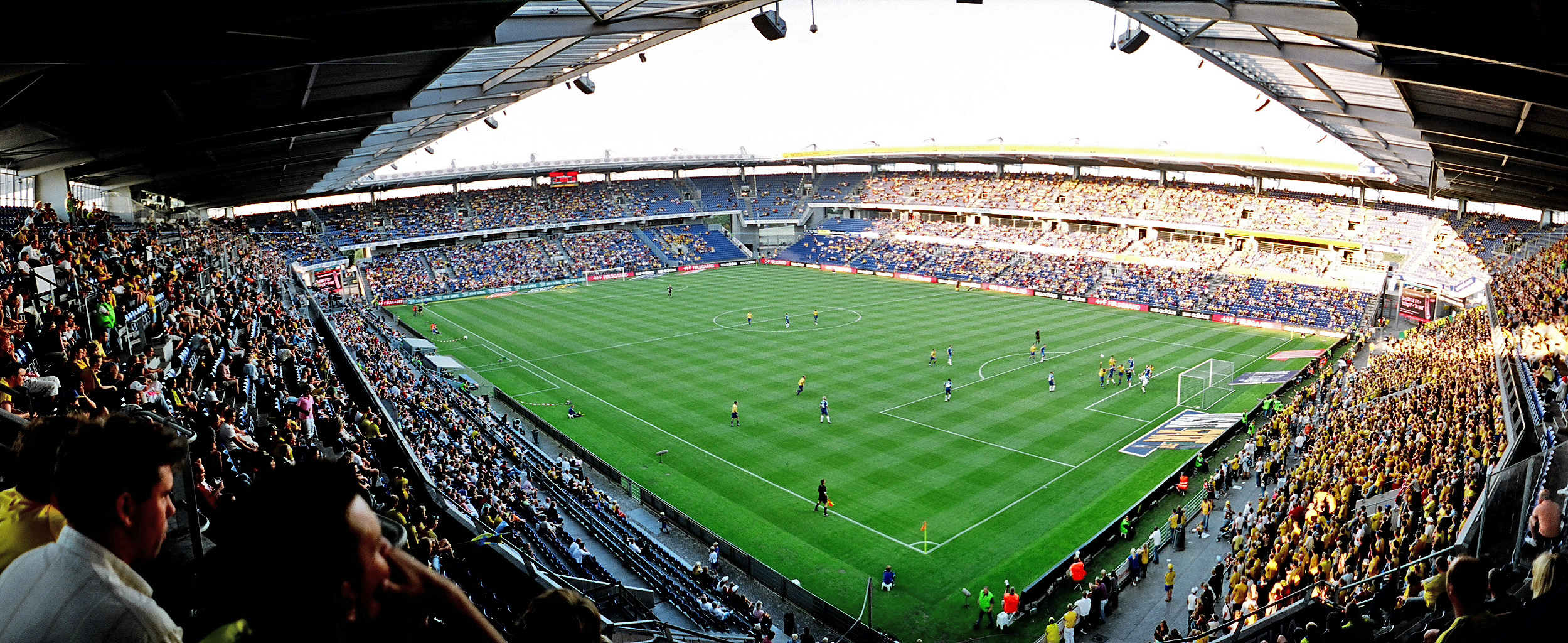
Le Brøndby stadium

## Résultats

### Palmarès
Le tableau suivant liste le palmarès de l’équipe du Danemark  de football dans les différentes compétitions internationales officielles.
| Coupe du monde                                                                                               | Compétitions continentales | Jeux olympiques                                                                                          | Coupe des confédérations                                           |
| --- | --- | --- | ------------------------------------------------------------------ |
| - Coupe du monde (6 participations) : - Quarts-de-finale : 1998. - Huitièmes de finale : 1986, 2002 et 2018. | - Championnat d'Europe (10 participations au tournoi final) : - Vainqueur : 1992. - Demi-finaliste : 1984 et 2020. - 4e : 1964. | - Jeux olympiques et intercallaires (5 participations aux JO) : - Finaliste : 1908 et 1912. - 3e : 1948. | - Coupe des confédérations (1 participation) : - Vainqueur : 1995. |

### Parcours en Coupe du monde
L’équipe danoise a participé à six phases finales, elle dispute son premier match de qualification le 3 octobre 1956 face à la république d'Irlande. La sélection danoise réussit à se qualifier pour sa première phase finale lors de l'édition de 1986 disputée au Mexique. Le Danemark réussit sa meilleure performance en 1998 en atteignant les quarts de finale, battue par le Brésil. Le Danemark réussit à atteindre à trois reprises les huitièmes de finale en 1986, en 2002 et en 2018.
| Année | Position     |      | Année              | Position |                    | Année | Position |
| 1930  | Non inscrit  | 1974 | Non qualifié       | 2010     | 1er tour           |       |          |
| 1934  | Non inscrit  | 1978 | Non qualifié       | 2014     | Non qualifié       |       |          |
| 1938  | Non inscrit  | 1982 | Non qualifié       | 2018     | Huitième de finale |       |          |
| 1950  | Non inscrit  | 1986 | Huitième de finale | 2022     | 1er tour           |       |          |
| 1954  | Non inscrit  | 1990 | Non qualifié       | 2026     | À venir            |       |          |
| 1958  | Non qualifié | 1994 | Non qualifié       | 2030     | À venir            |       |          |
| 1962  | Non inscrit  | 1998 | Quart de finale    | 2034     | À venir            |       |          |
| 1966  | Non qualifié | 2002 | Huitième de finale |          |                    |       |          |
| 1970  | Non qualifié | 2006 | Non qualifié       |          |                    |       |          |

### Parcours enChampionnat d'Europe
L’équipe du Danemark a participé à 10 phases finales, elle dispute son premier match de qualification le 23 septembre 1959 face à la Tchécoslovaquie. Le Danemark réussit sa meilleure performance en remportant la compétition en 1992. Parmi ses autres performances, le Danemark a atteint les demi-finales en 1964, 1984 et 2020, lors de l'édition 2004 elle est éliminée au stade des quarts de finale, tout comme en 1988 (phase de poule). La sélection danoise ne passe pas le premier tour des poules huitièmes de finale en 1996, 2000 et 2012.
| Année | Position            |      | Année           | Position |                    | Année | Position |
| 1960  | Huitièmes de finale | 1988 | 1er tour        | 2016     | Non qualifié       |       |          |
| 1964  | Demi-finale (4e)    | 1992 | Vainqueur       | 2020     | Demi-finale        |       |          |
| 1968  | Non qualifié        | 1996 | 1er tour        | 2024     | Huitième de finale |       |          |
| 1972  | Non qualifié        | 2000 | 1er tour        | 2028     | À venir            |       |          |
| 1976  | Non qualifié        | 2004 | Quart de finale | 2032     | À venir            |       |          |
| 1980  | Non qualifié        | 2008 | Non qualifié    |          |                    |       |          |
| 1984  | Demi-finale         | 2012 | 1er tour        |          |                    |       |          |

### Parcours à laCoupe des confédérations
Le Danemark remporte l'édition 1995 lors de sa seule participation à la Coupe des confédérations.
| Année | Position     |      | Année        | Position |              | Année | Position |
| 1992  | Forfait      | 2001 | Non qualifié | 2013     | Non qualifié |       |          |
| 1995  | Vainqueur    | 2003 | Non qualifié | 2017     | Non qualifié |       |          |
| 1997  | Non qualifié | 2005 | Non qualifié |          |              |       |          |
| 1999  | Non qualifié | 2009 | Non qualifié |          |              |       |          |

### Parcours auxJeux olympiques d'été
L’équipe danoise A a participé sept fois aux Jeux olympiques d'été. En 1999, la FIFA décide que les matchs de football disputés dans le cadre des Jeux olympiques à partir des Jeux olympiques de Rome de 1960 ne comptent pas comme sélection nationale en équipe A, à partir de 1992, les tournois olympiques sont disputés par les sélections des moins de 23 ans. Le Danemark a réussi sa meilleure performance en remportant la médaille d'argent à trois reprises en 1908, 1912, et 1960, le Danemark est également parvenue à ramener une médaille de bronze en 1948.
| Année | Position        |      | Année           | Position    |                                  | Année | Position |
|       |                 | 1948 | 3e place        | 1976        | Non qualifié                     |       |          |
| 1908  | Finaliste       | 1952 | Quart de finale | 1980        | Non participant                  |       |          |
| 1912  | Finaliste       | 1956 | Non participant | 1984        | Non qualifié                     |       |          |
| 1920  | 1er tour        | 1960 | Finaliste       | 1988        | Non qualifié                     |       |          |
| 1924  | Non participant | 1964 | Non qualifié    | Depuis 1992 | Compétition disputée par les U23 |       |          |
| 1928  | Non participant | 1968 | Non participant |             |                                  |       |          |
| 1936  | Non participant | 1972 | 2e tour         |             |                                  |       |          |

### Parcours enLigue des nations de l'UEFA
| Édition   | Ligue | Phase de Groupe | Phase de Groupe | Phase de Groupe | Phase de Groupe | Phase de Groupe | Phase de Groupe | Phase de Groupe | Phase finale | Phase finale                 | Phase finale                 | Phase finale                 | Phase finale                 | Phase finale                 | Phase finale                 | Phase finale                 |
| Édition   | Ligue | Class.          | M               | V               | N               | D               | bp              | bc              | Pays hôte    | Résultat                     | M                            | V                            | N                            | D                            | bp                           | bc                           |
| --------- | ----- | --------------- | --------------- | --------------- | --------------- | --------------- | --------------- | --------------- | ------------ | ---------------------------- | ---------------------------- | ---------------------------- | ---------------------------- | ---------------------------- | ---------------------------- | ---------------------------- |
| 2018-2019 | B     | 1/3             | 4               | 2               | 2               | 0               | 4               | 1               | 2019         | Inéligible                   | Inéligible                   | Inéligible                   | Inéligible                   | Inéligible                   | Inéligible                   | Inéligible                   |
| 2020-2021 | A     | 2/4             | 6               | 3               | 1               | 2               | 8               | 7               | 2021         | Non qualifié                 | Non qualifié                 | Non qualifié                 | Non qualifié                 | Non qualifié                 | Non qualifié                 | Non qualifié                 |
| 2022-2023 | A     | 2/4             | 6               | 4               | 0               | 2               | 9               | 5               | 2023         | Non qualifié                 | Non qualifié                 | Non qualifié                 | Non qualifié                 | Non qualifié                 | Non qualifié                 | Non qualifié                 |
| 2024-2025 | A     | 2/4             | 6               | 2               | 2               | 2               | 7               | 5               | 2025         | Non qualifié (1/4 de finale) | Non qualifié (1/4 de finale) | Non qualifié (1/4 de finale) | Non qualifié (1/4 de finale) | Non qualifié (1/4 de finale) | Non qualifié (1/4 de finale) | Non qualifié (1/4 de finale) |
| Total     | Total | Total           | 22              | 11              | 5               | 6               | 28              | 18              | Total        | Total                        | 0                            | 0                            | 0                            | 0                            | 0                            | 0                            |

### Parcours en compétitions amicales
Au cours de son histoire, la sélection danoise a disputé diverses compétitions amicales. Dans le cadre de ces tournois, seuls les matchs entre sélections nationales A sont reconnus officiellement par la FIFA.
Entre 1924 et 2001, le Danemark a disputé les quatorze éditions du Championnat nordique, cette compétition entre pays nordiques se déroule généralement sur plusieurs années, le Danemark a remporté à trois reprises la compétition, le Danemark a également terminé par sept fois à la deuxième place, à chaque fois derrière la Suède. Le Danemark remporte la première édition, disputée de 1924 à 1928, le Danemark prend la troisième lors de l’édition suivante, disputée entre 1929 et 1932, les Danois enchaînent par la suite trois deuxième places de rang dans l'épreuve entre 1933 et 1951, le Danemark termine les deux éditions disputées au cours des années 1950 à la troisième place, les Danois enchaînent de nouveaux les deuxième places lors des quatre éditions disputées entre 1960 et 1977. Le Danemark remporte les deux éditions suivantes en 1978-1980 puis en 1981-1983, après quinze ans d’absence la compétition effectue son retour dans un format élargie, le Danemark termine troisième.
Le Danemark a participé à plusieurs reprises aux Tournois anniversaires des fédérations scandinaves, les Danois disputent en 1927 le tournoi anniversaire des 25 ans de la NFF, tournoi que le Danemark remporte en disposant de son hôte norvégien, par la suite en 1939, les Danois participent au Tournoi du 50e anniversaire de leur Fédération, les Danois s'imposent en demi-finale contre la Finlande, avant de remporter le tournoi contre la Norvège. Les Danois participent ensuite au cours de l'année 1947 au tournoi fêtant les 40 ans de la Fédération finlandaise, les Danois s'inclinent en demi-finale contre la Suède. En 1952, le Danemark dispute en Norvège le tournoi anniversaire des 50 ans de la NFF, les Danois s’inclinent de nouveau en demi-finale contre la Suède. Deux ans plus tard, les Danois disputent le tournoi anniversaire de la fédération suédoise, les Danois perdent en demi-finale contre la Norvège. En 1952, la sélection danoise dispute le tournoi des 50 ans de la SPL, comme dix ans plus tôt, le Danemark s'incline en demi-finale, les Danois remportent en 1977 le tournoi anniversaire des 75 ans de la NFF. En 1989, le Danemark dispute le tournoi du centenaire de sa fédération la DBU, le tournoi est disputé à trois avec le Brésil et la Suède, les Danois remportent leur tournoi. En 2014, le Danemark remporte contre la Suède le tournoi des 125 ans de sa fédération la DBU.
| Année     | Class.   | M   | V  | N  | D  | bp  | bc  |
| --------- | -------- | --- | -- | -- | -- | --- | --- |
| 1924–1928 | 1er      | 10  | 7  | 2  | 1  | 25  | 11  |
| 1929–1932 | 3e       | 12  | 6  | 0  | 6  | 37  | 24  |
| 1933–1936 | 2e       | 12  | 6  | 2  | 4  | 30  | 25  |
| 1937–1947 | 2e       | 12  | 7  | 1  | 4  | 34  | 21  |
| 1948–1951 | 2e       | 12  | 7  | 0  | 5  | 19  | 15  |
| 1952–1955 | 3e       | 12  | 3  | 3  | 6  | 23  | 26  |
| 1956–1959 | 3e       | 12  | 5  | 3  | 4  | 30  | 23  |
| 1960–1963 | 2e       | 12  | 7  | 2  | 3  | 40  | 15  |
| 1964–1967 | 2e       | 12  | 5  | 2  | 5  | 22  | 16  |
| 1968–1971 | 2e       | 12  | 4  | 3  | 5  | 21  | 16  |
| 1972–1977 | 2e       | 12  | 7  | 3  | 2  | 15  | 7   |
| 1978–1980 | 1er      | 6   | 5  | 1  | 0  | 9   | 3   |
| 1981–1983 | 1er      | 6   | 4  | 1  | 1  | 11  | 8   |
| 2000–2001 | 3e       | 5   | 2  | 0  | 3  | 7   | 8   |
| Total     | 3 titres | 147 | 75 | 23 | 49 | 323 | 218 |

| Année                  | Class.   | M  | V | N | D | bp | bc |
| ---------------------- | -------- | -- | - | - | - | -- | -- |
| 1927 25 ans de la NFF  | 1er      | 1  | 1 | 0 | 0 | 1  | 0  |
| 1939 50 ans de la DBU  | 1er      | 2  | 2 | 0 | 0 | 11 | 3  |
| 1947 40 ans de la SPL  | 3e       | 1  | 0 | 0 | 1 | 1  | 6  |
| 1952 50 ans de la NFF  | 3e       | 1  | 0 | 0 | 1 | 0  | 2  |
| 1954 50 ans de la SVFF | 3e       | 1  | 0 | 0 | 1 | 1  | 2  |
| 1957 50 ans de la SPL  | 3e       | 2  | 1 | 0 | 1 | 2  | 2  |
| 1977 75 ans de la NFF  | 1er      | 1  | 1 | 0 | 0 | 2  | 0  |
| 1989 100 ans de la DBU | 1re      | 2  | 2 | 0 | 0 | 10 | 0  |
| 2014 125 ans de la DBU | 1re      | 1  | 1 | 0 | 0 | 1  | 0  |
| Total                  | 5 titres | 12 | 8 | 0 | 4 | 29 | 15 |

En février 1989, le Danemark dispute à Malte le Tournoi Rothmans, le Danemark termine à la deuxième place du tournoi, devancée par l'Algérie mais devançant la Finlande et Malte. En 1991, les Danois disputent en Suède le Tournoi Scania, ils sont défaits dès le premier match par l'Italie, lors du match pour la troisième place, les Danois s'inclinent largement face à la Suède. En tant que champion d'Europe en titre, le Danemark affronte l'Argentine dans le cadre de la Coupe intercontinentale, les Danois s'inclinent lors de la séance de tirs au but.
| Année | Class.  | M | V | N | D | bp | bc |
| ----- | ------- | - | - | - | - | -- | -- |
| 1989  | 2e      | 3 | 1 | 2 | 0 | 2  | 0  |
| Total | 0 titre | 3 | 1 | 2 | 0 | 2  | 2  |

| Année | Class.  | M | V | N | D | bp | bc |
| ----- | ------- | - | - | - | - | -- | -- |
| 1991  | 4e      | 2 | 0 | 0 | 2 | 0  | 6  |
| Total | 0 titre | 2 | 0 | 0 | 2 | 0  | 6  |

| Année | Class.  | M | V | N | D | bp | bc |
| ----- | ------- | - | - | - | - | -- | -- |
| 1993  | 2e      | 1 | 0 | 1 | 0 | 1  | 1  |
| Total | 0 titre | 1 | 0 | 1 | 0 | 1  | 1  |

## Statistiques
Du 19 octobre 1908 au 14 novembre 2017, l'équipe danoise a joué 829 matchs pour un bilan de 382 victoires, 165 matchs nuls et 282 défaites. Elle a marqué 1 530 buts et en a encaissé 1 156,.

### Nations rencontrées
La sélection danoise, grâce à ses cinq participations en Coupe du monde et de nombreux matchs amicaux joués à travers le monde, a rencontré plus de quatre-vingt autres équipes nationales. À l'exception de l’Océanie, elle a joué sur tous les continents, elle effectue son premier déplacement hors d'Europe à l'occasion d'un match amical disputée en Israël avant de disputer le mondial 2002 en Corée du sud et au Japon, le Danemark s'est également déplacé en Amérique y effectuant une première en 1969 puis en participant à une Coupe du monde sur le continent américain, au Mexique en 1986, le Danemark a également joué en Afrique à partir de 1974, disputant également une Coupes du monde en 2010 en Afrique du sud.
Le Danemark a affronté une grande majorité des nations européennes, ainsi que la moitié des sélections sud-américaines. Concernant les rencontres face aux nations non européennes, la majorité de ces matchs ont lieu face aux nations africaines avec 21 rencontres, suivent les rencontres face aux nations asiatiques 15 matchs disputés, les sélections issues de la Concacaf ont été rencontrées à 14 reprises, seulement 11 matchs ont eu lieu face aux pays sud-américains. De plus le Danemark a affronté à trois reprises l'Australie depuis qu'elle est membre de la Confédération asiatique mais n'a affronté aucune sélection actuellement membre de la Confédération d'Océanie.

### Adversaires les plus fréquents
L'équipe danoise a joué au moins vingt matchs contre neuf équipes, toutes européennes. Elle a un bilan positif contre quatre d'entre elles, la Norvège, la Finlande et l'Islande, et un bilan négatif contre les cinq autres sélections, la Suède, les Pays-Bas, l'Allemagne, la Tchécoslovaquie devenue ensuite la République tchèque et l'Angleterre.
Les adversaires les plus fréquents du Danemark sont les autres nations scandinaves. La première d'entre elles est la Suède affrontée à plus de 101 reprises, suivie par la Norvège avec 90 matchs disputés et la Finlande avec 62 rencontres. Ce nombre élevé de confrontations s'explique par la participation de ces quatre nations au Championnat nordique, le Danemark entretient une rivalité particulière avec ses voisins notamment la Suède.
| Adversaire                | Joués | Victoires | Matchs nuls | Défaites | Buts pour | Buts contre | Différence |
| ------------------------- | ----- | --------- | ----------- | -------- | --------- | ----------- | ---------- |
| Suède,                    | 109   | 42        | 20          | 47       | 176       | 188         | -12        |
| Norvège,                  | 90    | 55        | 14          | 21       | 230       | 106         | +124       |
| Finlande                  | 62    | 41        | 10          | 11       | 157       | 60          | +97        |
| Pays-Bas                  | 31    | 8         | 10          | 13       | 45        | 63          | -18        |
| Allemagne,                | 30    | 8         | 6           | 16       | 39        | 58          | -19        |
| Tchécoslovaquie Tchéquie, | 27    | 3         | 12          | 12       | 19        | 43          | -24        |
| Angleterre,               | 23    | 4         | 6           | 13       | 22        | 39          | -17        |
| Islande,                  | 23    | 20        | 3           | 0        | 73        | 12          | +61        |

### Classement FIFA
Le Danemark a connu son meilleur classement FIFA en mai 1997 en atteignant la 3e place. Leur plus mauvais classement est une 50e place atteinte en octobre 2016. Le Danemark a enregistré ses meilleures progressions lors des mois de juillet 1998 et 2009 avec un gain de 9 places, au cours du mois de février 1998, le Danemark a enregistré son plus fort recul avec la perte de 16 places au classement mondial. Depuis la création du classement FIFA, le classement moyen du Danemark se situe au 20e rang. Le Danemark termine l'année 2024 à la 21e place du classement FIFA.
| Année                | 1993 | 1994 | 1995 | 1996 | 1997 | 1998 | 1999 | 2000 | 2001 | 2002 | 2003 | 2004 | 2005 | 2006 | 2007 |
| -------------------- | ---- | ---- | ---- | ---- | ---- | ---- | ---- | ---- | ---- | ---- | ---- | ---- | ---- | ---- | ---- |
| Classement mondial   | 6    | 14   | 9    | 6    | 8    | 19   | 11   | 22   | 18   | 12   | 13   | 14   | 13   | 21   | 31   |
| Classement en Europe | 5    | 11   | 7    | 4    | 6    | 13   | 8    | 14   | 13   | 8    | 9    | 10   | 9    | 15   | 22   |

| Année                | 2008 | 2009 | 2010 | 2011 | 2012 | 2013 | 2014 | 2015 | 2016 | 2017 | 2018 | 2019 | 2020 | 2021 | 2022 |
| -------------------- | ---- | ---- | ---- | ---- | ---- | ---- | ---- | ---- | ---- | ---- | ---- | ---- | ---- | ---- | ---- |
| Classement mondial   | 37   | 28   | 28   | 11   | 23   | 25   | 30   | 42   | 46   | 12   | 10   | 16   | 12   | 9    | 18   |
| Classement en Europe | 22   | 16   | 17   | 8    | 14   | 15   | 18   | 28   | 27   | 8    | 8    | 11   | 8    | 7    | 11   |

| Année                | 2023 | 2024 | 2025 | 2026 | 2027 | 2028 | 2029 | 2030 | 2031 | 2032 | 2033 | 2034 | 2035 | 2036 | 2037 |
| -------------------- | ---- | ---- | ---- | ---- | ---- | ---- | ---- | ---- | ---- | ---- | ---- | ---- | ---- | ---- | ---- |
| Classement mondial   | 19   | 21   |      |      |      |      |      |      |      |      |      |      |      |      |      |
| Classement en Europe | 11   | 11   |      |      |      |      |      |      |      |      |      |      |      |      |      |

| Légende du classement mondial : Légende du classement UEFA : | - de 1 à 3 - de 1 à 3 | - de 4 à 14 - de 4 à 9 | - de 15 à 209 - de 10 à 54 |

### Records
L'équipe danoise a obtenu sa plus large victoire de son histoire contre la France sur le score 17 buts à 1, le 22 octobre 1908. Le match perdu le 16 mai 1937 contre l'Allemagne sur le score de (0-8), est la plus lourde défaite de l'histoire du football danois. Le Danemark a terminé meilleure attaque des Jeux olympiques 1908 avec 26 buts inscrits. Le Danemark termine co-meilleure défense de la Coupe des confédérations 1995 avec 1 but encaissé.

## Identité

### Surnoms
L'équipe du Danemark dispose de différents surnoms, le plus fréquemment utilisé est Danish Dynamite (en français : « Les Dynamites danoises »),, l'équipe nationale est également surnommée De Rød-Hvide' (en français : « Les Rouges et Blancs»), mais également Olsen Banden (en français : « La Bande d'Olsen ») ou encore Olsens Elleve (en français : « les Onze d'Olsen »).

### Couleurs

Drapeau du Danemark.
Logo de la fédération danoise.

Les couleurs du drapeau danois ont toujours fait partie des couleurs de la sélection danoise, la tenue domicile est composée d'un maillot rouge, d'un short blanc et de chaussettes rouges. La tenue domicile n'a jamais été modifié sensiblement, les seuls changement sont des détails notamment blancs présents sur le maillot en fonction des modèles fournis par l'équipementier. À titre d'exemple, l'équipementier allemand de la sélection, Adidas, fait apparaitre en surimpression rouge foncé une Croix scandinave sur le maillot domicile pour la période 2014-2015.
Concernant la tenue extérieur du Danemark, la sélection joue historiquement avec un maillot blanc, d'un short rouge et de chaussettes blanche, tenus reprenant les couleurs du drapeau national. Adidas rompt cette tradition avec le maillot extérieur 2014-2015, en produisant un maillot blanc composé de ligne horizontales bleu foncé et un short également bleu marine, faisant ainsi référence à l’histoire des Danois en tant que peuple maritime. Adidas innove de nouveau avec le maillot extérieur 2016, ce dernier est rayé horizontalement en blanc et gris avec des manches et un short noir,.
Sur le maillot se trouve généralement sur la poitrine des joueurs le logo de l'équipementier ainsi que celui de la fédération danoise, lors des Jeux olympiques 1912 les initiales de la fédération danoise étaient présentes sur le maillot, ces initiales étaient dernièrement présentes sur les chaussettes des joueurs.
L'entreprise danoise Hummel est l'équipementier historique de l'équipe du Danemark, l'entreprise fournit les maillots de la sélection danoise à compter de 1923 jusqu’en 2004, après presque 80 ans de présence, c'est l'équipementier allemand Adidas qui lui succède en devenant équipementier officiel le 1er juillet 2004. En 2007 Adidas prolonge une première fois sa coopération avec le Danemark en prolongeant leur contrat jusqu'en 2012 puis début 2012 Adidas renouvelle une nouvelle fois son contrat jusqu'en 2014 avec le Danemark,. La firme allemande fournit les maillots de la sélection danoise jusqu'en 2016 avant de décider de ne pas renouveler sa coopération avec la fédération danoise,, l’équipementier historique Hummel redevient alors le fournisseur de la sélection danoise, avec un contrat jusqu'en 2024. Pour fêter son retour après 12 ans d'absence Hummel produit un maillot spécial entièrement blanc lors du match du 31 août 2016 face au Liechtenstein,.

### Supporters

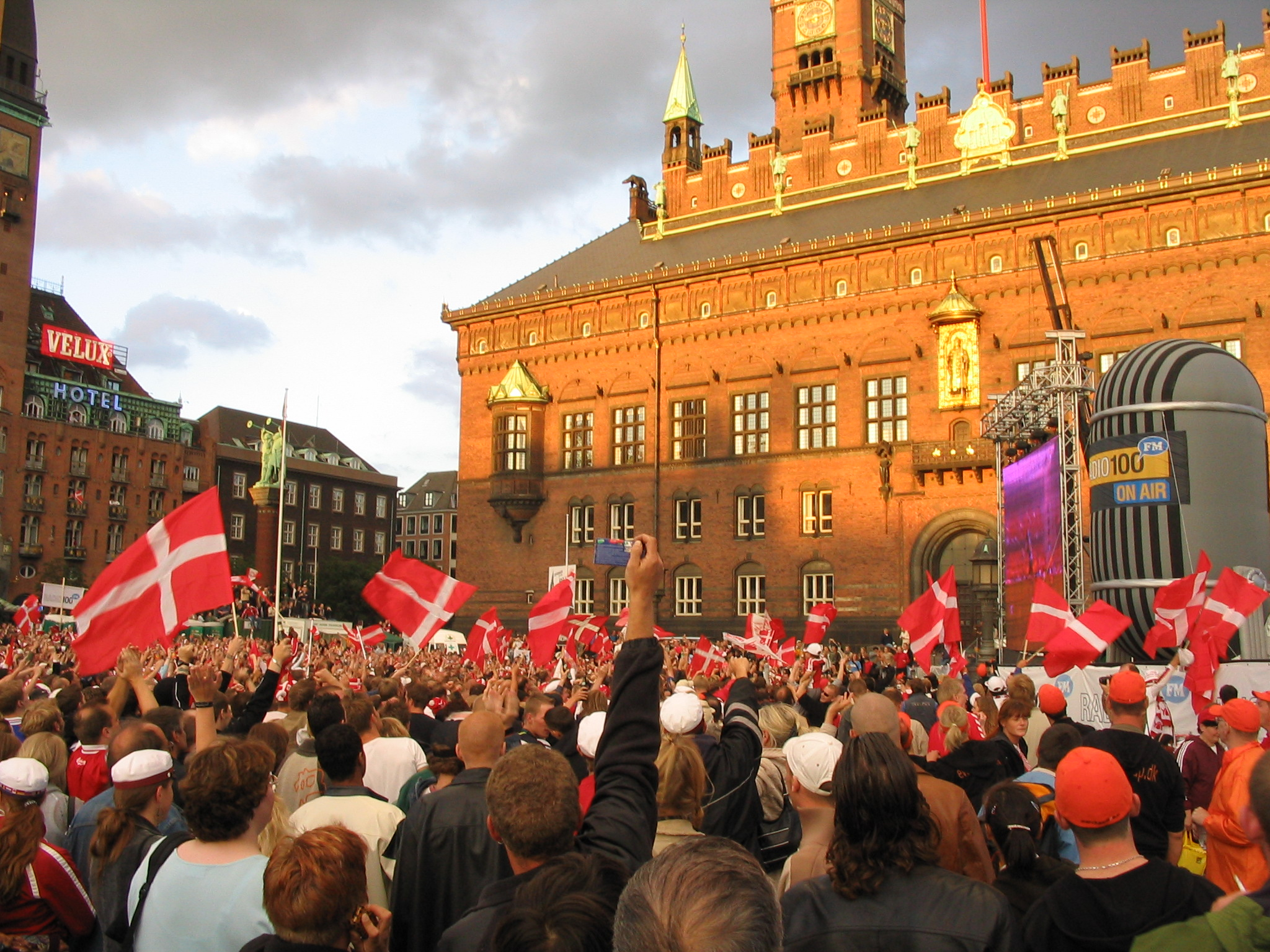
Supporters Danois regardant un match sur Rådhuspladsen lors de l'Euro 2004.

En dehors de l'équipe nationale, le Danemark est également célèbre pour ses supporteurs, connus sous le nom de "Roligans", supporters considérés comme festifs et colorés. Le mouvement est apparu au cours des années 1980 comme forme d'opposition déclarée au hooliganisme. Le terme "Roligans" a été inventé par les éditeurs du journal danois B.T. en 1985, et sera plus tard inclus dans le dictionnaire danois.
Le but du mouvement roligan est un soutien calme et gai pendant les matches, car "Rolig" signifie «calme» en danois. Les roligans ont depuis développé une image de nature facile et de soutien enragé, et sont souvent considérés parmi les meilleurs fans de l'équipe nationale du monde, avec l'armée tartan d'Écosse. Ils ont reçu collectivement le Prix FairPlay de l'Unesco à la suite de l'Euro 1984,, compétition au cours de laquelle près de 30 000 Danois se sont rendus en France pour soutenir leur équipe.
Juste avant la Coupe du monde 1986, le mouvement « Roligans » a été organisé afin de soutenir l'équipe nationale du tournoi. L'association « De Danske Roligans » créée pour l'occasion a connu son heure de gloire en 1992 comptant près de 3 000 membres, l'association réduite à 120 membres cesse d'exister à la fin de 2014, remplacée par un fan club créé par la DBU. L’engouement des fans danois pour les rencontres disputées à l'extérieur semble quelque peu retombée, sur les 2500 places octroyés pour la rencontre aller des barrages qualificatifs pour l'Euro 2016, 500 places n'ont pas trouvé preneur et ont été rendues par la DBU.
Cependant, la bonne réputation des supporters danois a été entachée par l'attaque de l'arbitre par un supporter danois lors du match de qualification à l'Euro 2008 contre la Suède. En fin de match, à la suite d'un carton rouge adressé à Christian Poulsen et à un penalty accordé à la Suède, un supporter a fait intrusion sur le terrain et a tenté de frapper l'arbitre, Michael Gravgaard s'est interposé pour éviter que l'arbitre ne soit touché, néanmoins le match a été arrêté par l’arbitre alors que le score était de 3 buts partout, le Danemark est ultérieurement sanctionné pour cet incident avec une victoire pour les Suédois sur tapis vert (3-0) et une amende de 60 000 euros pour le Danemark,, ainsi que l'obligation de disputer ses matchs suivant à plus de 250 kilomètres de Copenhague, le Danemark a fait appel de cette décision de l'UEFA.